# Disciple
Disciple (deutsch „Jünger“) ist eine christliche Metal-Band aus Knoxville, Tennessee, USA.

## Bandgeschichte
Entstanden ist die Band 1992, als sich die beiden 13-jährigen Tim Barrett und Kevin Young zusammengetan haben. Etwas später stieß Brad Noah dazu und so nahm das Trio 10 Songs auf, die jedoch nie veröffentlicht wurden. 1995 erschien dann ihre erste CD What Was I Thinking mit 15 Tracks.
In den darauffolgenden acht Jahren nahmen sie noch vier weitere CDs auf (mit Young als Bassist), bis im Oktober 2003 Joey Fife den Bass übernahm. Mit ihrem Song I Just Know von der CD This Might Sting a Little hatten sie ihre erste Hit-Single. Seit 2005 befinden sie sich auf dem Major-Label Epic Records, das bisher zwei Alben der Band veröffentlicht hat.
2008 stiegen Bassist Joey Fife und Gitarrist Brad Noah aus privaten Gründen aus. Fife schloss sich einer anderen Band an, Noah wird Disciple weiterhin für Songwriting und Studioaufnahmen zur Verfügung stehen. Laut Bandleader Young wird sich deshalb nicht allzu viel am Sound der Band verändern.
Jedes Jahr gibt Disciple weit über 100 Konzerte, hauptsächlich in den USA sowie einige wenige in Europa.

## Diskografie

### Studioalben
| Jahr | Titel                      | Höchstplatzierung, Gesamtwochen, AuszeichnungChartplatzierungen (Jahr, Titel, Platzierungen, Wochen, Auszeichnungen, Anmerkungen) | Höchstplatzierung, Gesamtwochen, AuszeichnungChartplatzierungen (Jahr, Titel, Platzierungen, Wochen, Auszeichnungen, Anmerkungen) | Anmerkungen                              |
| Jahr | Titel                      | US | Christ | Anmerkungen                              |
| ---- | -------------------------- | --- | --- | ---------------------------------------- |
| 1995 | What Was I Thinking        | — | — | Erstveröffentlichung: 1995               |
| 1999 | This Might Sting a Little  | — | — | Erstveröffentlichung: 1999               |
| 2001 | By God                     | — | — | Erstveröffentlichung: 6. Februar 2001    |
| 2003 | Back Again                 | — | — | Erstveröffentlichung: 2003               |
| 2005 | Disciple                   | — | Christ9 (9 Wo.)Christ | Erstveröffentlichung: 7. Juni 2005       |
| 2006 | Scars Remain               | US118 (1 Wo.)US | Christ9 (12 Wo.)Christ | Erstveröffentlichung: 7. November 2006   |
| 2008 | Southern Hospitality       | US98 (1 Wo.)US | Christ5 (21 Wo.)Christ | Erstveröffentlichung: 21. Oktober 2008   |
| 2010 | Horseshoes & Hand Grenades | US50 (2 Wo.)US | Christ1 (56 Wo.)Christ | Erstveröffentlichung: 14. September 2010 |
| 2012 | O God Save Us All          | US98 (1 Wo.)US | Christ5 (18 Wo.)Christ | Erstveröffentlichung: 13. November 2012  |
| 2014 | Attack                     | US44 (1 Wo.)US | Christ2 (6 Wo.)Christ | Erstveröffentlichung: 23. September 2014 |
| 2016 | Long Live The Rebels       | US125 (1 Wo.)US | Christ6 (4 Wo.)Christ | Erstveröffentlichung: 14. Oktober 2016   |
| 2019 | Love Letter Kill Shot      | — | Christ5 (1 Wo.)Christ | Erstveröffentlichung: 13. September 2019 |

### Extended Plays
| Jahr | Titel    | Höchstplatzierung, Gesamtwochen, AuszeichnungChartsChartplatzierungen (Jahr, Titel, Platzierungen, Wochen, Auszeichnungen, Anmerkungen) | Anmerkungen                              |
| Jahr | Titel    | Christ | Anmerkungen                              |
| ---- | -------- | --- | ---------------------------------------- |
| 2015 | Vultures | Christ49 (1 Wo.)Christ | Erstveröffentlichung: 25. September 2015 |

Weitere EPs
- 1997: My Daddy Can Whip Your Daddy
- 2006: Things Left Unsaid
- 2016: Live in Denmark

### Singles
| Jahr | Titel Album                                          | Höchstplatzierung, Gesamtwochen, AuszeichnungChartsChartplatzierungen (Jahr, Titel, Album, Platzierungen, Wochen, Auszeichnungen, Anmerkungen) | Anmerkungen |
| Jahr | Titel Album                                          | Christ | Anmerkungen |
| ---- | ---------------------------------------------------- | --- | ----------- |
| 2007 | After the World Scars Remain                         | Christ18 (20 Wo.)Christ |             |
| 2009 | Whatever Reason Southern Hospitality                 | Christ26 (7 Wo.)Christ |             |
| 2010 | Dear X (You Don’t Own Me) Horseshoes & Hand Grenades | Christ30 (21 Wo.)Christ |             |
| 2011 | Invisible Horseshoes & Hand Grenades                 | Christ37 (20 Wo.)Christ |             |
| 2012 | Remedy Horseshoes & Hand Grenades                    | Christ37 (18 Wo.)Christ |             |
| 2012 | Draw the Line O God Save Us All                      | Christ43 (9 Wo.)Christ |             |
| 2013 | Once and for All O God Save Us All                   | Christ44 (4 Wo.)Christ |             |

### Videoalben
- 2001: 72 Hours with Disciple
- 2004: Live, at Home and on the Road